# FIFA 14
FIFA 14 (også kendt som FIFA soccer i Nordamerika) er den 21. udgave af Electronic Arts' fodbold videospilserie. Det er udviklet af EA Canada og er udgivet af Electronic Arts under navnet EA Sports.
| computerspil | Spire Denne computerspilsrelaterede artikel er en spire som bør udbygges. Du er velkommen til at hjælpe Wikipedia ved at udvide den. |